# J.League

Biểu tượng cũ

J.League (Jリーグ Jē Rīgu) hay Giải bóng đá chuyên nghiệp Nhật Bản (日本プロサッカーリーグ (Nhật Bản Soccer Pro League) Nippon Puro Sakkā Rīgu) là giải bóng đá chuyên nghiệp của Nhật Bản bao gồm giải hạng Nhất J1 League, hạng Nhì J2 League và giải hạng Ba J3 League. Đây là một trong những giải đấu thành công nhất trong các giải đấu cấp câu lạc bộ tại châu Á và là giải đấu duy nhất được xếp hạng 'A' bởi AFC. Giải hiện được tài trợ bởi Meiji Yasuda Life vì thế giải có tên chính thức là Meiji Yasuda J.League.

## Lịch sử
Đối với giải đấu trước khi thành lập giải chuyên nghiệp năm 1993, xem Japan Soccer League.
Đối với lịch sử J2 League, xem J2 League#Lịch sử.

### Các giai đoạn của J1

#### Trước khi thành lập giải chuyên nghiệp (1992 trở về trước)
Trước khi thành lập J.League, giải đấu cấp câu lạc bộ cao nhất là Japan Soccer League (JSL), nơi bao gồm các câu lạc bộ nghiệp dư. Mặc dù đạt được một vài tiếng vang trong những năm cuối 60 đầu 70 (khi đội tuyển quốc gia Nhật Bản giành huy chương đồng tại Mexico 1968), JSL đi xuống trong những năm 80, theo tình hình chung trên toàn thế giới. Có rất ít cổ động viên tới sân, sân đấu thì không đạt đủ chất lượng, còn đội tuyển quốc gia Nhật Bản đã không còn ngang hàng với các cường quốc châu Á. Để nâng cao chất lượng sân chơi quốc nội, cố gắng thu hút người hâm mộ hơn, và tăng cường sức mạnh của đội tuyển quốc gia, Liên đoàn bóng đá Nhật Bản (JFA) đã quyết định thành lập một giải đấu chuyên nghiệp.
Giải bóng đá chuyên nghiệp, J.League được thành lập năm 1992, với tám câu lạc bộ từ JSL Hạng Nhất, một đội từ Hạng Hai, và câu lạc bộ mới thành lập Shimizu S-Pulse. Trong thời gian ấy, JSL đổi tên và trở thành Japan Football League, một giải bán chuyên. Dù vậy J.League chỉ chính thức khởi tranh vào năm 1993, giải Yamazaki Nabisco Cup được tổ chức cho mười đội vào năm 1992 để chuẩn bị cho mùa bóng đầu tiên.

#### Mùa giải mở đầu và quảng bá J.League (1993–1995)
J.League chính thức khởi tranh mùa giải đầu tiên với 10 câu lạc bộ vào ngày 15 tháng 5 năm 1993 khi Verdy Kawasaki (hiện tại là Tokyo Verdy) tiếp đón Yokohama Marinos (hiện tại là Yokohama F. Marinos) trên Sân vận động Quốc gia Kasumigaoka.

#### Giai đoạn sau (1996–1999)
Mặc dù thành công trong giai đoạn ba năm đầu, đến đầu năm 1996 lượng khán giả tụt dốc nhanh. Năm 1997 lượng khán giả trung bình là 10,131, so với 19,000 năm 1994.

#### Thay đổi cấu trúc giải đấu và thể thức thi đấu (1999–2004)
Các nhà quản lý của giải đấu cuối cùng nhận ra rằng họ đã đi theo hướng sai. Để giải quyết vấn đề, họ đã đưa đến hai giải pháp.
Đầu tiên, họ công bố Tầm nhìn một trăm năm J.League, với mục đích toàn Nhật Bản tới năm 2092 có 100 câu lạc bộ bóng đá chuyên nghiệp. Họ cũng khuyến khích các câu lạc bộ để thúc đẩy bóng đá hoặc những vấn đề không phải bóng đá như liên quan đến thể thao hay các hoạt động y tế, để có được tài trợ địa phương, và để xây dựng mối quan hệ tốt với quê hương của họ ở cấp cơ sở. Họ tin rằng điều này sẽ cho phép các câu lạc bộ liên kết chặt chẽ với các thành phố hay thị trấn của họ và nhận được hỗ trợ từ chính quyền địa phương, các công ty, và cư dân ở đây. Nói cách khác, các câu lạc bộ sẽ có thể dựa vào người dân địa phương, chứ không phải là nhà tài trợ lớn của quốc gia.
Thứ hai, cấu trúc của giải đấu đã được thay đổi rất nhiều trong năm 1999. Họ để chín câu lạc bộ bán chuyên nghiệp từ JFL và một câu lạc bộ từ J. League để tạo ra một hệ thống gồm hai hạng đấu. Giải bóng đá cấp cao nhất là J.League Hạng 1 (J1) với 16 câu lạc bộ trong khi J.League Hạng 2 (J2) đã được đưa ra với mười câu lạc bộ vào năm 1999. Hạng đấu thứ hai Japan Football League (cũ), bây giờ đã trở thành hạng đấu thứ ba Japan Football League.
Ngoài ra, cho đến năm 2004 (với ngoại lệ là mùa 1996), mùa giải J1 được chia thành hai. Vào cuối mỗi mùa giải, nhà vô địch từ mỗi lượt sẽ thi đấu một trận chung kết hai lượt để xác định đội vô địch chung cuộc của cả mùa giải. Júbilo Iwata vào năm 2002, và Yokohama F. Marinos vào năm 2003, giành ngôi cả hai "lượt" của mùa giải, vì thế không diễn ra trận chung kết. Đây là một phần lý do khiến giải đấu bãi bỏ hệ thống phân chia mùa giải từ năm 2005.

### Các mốc thời gian
| Năm  | Sự kiện quan trọng | # J | # ACL | Xuống hạng |
| ---- | --- | --- | ----- | ---------- |
| 1989 | - JFA thành lập một ủy ban đánh giá giải chuyên nghiệp. |     |       |            |
| 1990 | - Ủy ban đánh giá tiêu chuẩn cho các câu lạc bộ chuyên nghiệp - 15 tới 20 câu lạc bộ từ Japan Soccer League đăng ký là thành viên của giải đấu chuyên nghiệp |     |       |            |
| 1992 | - Giải chuyên nghiệp, J.League được thành lập với 10 câu lạc bộ: - Gamba Osaka, JEF United Ichihara, Nagoya Grampus Eight, Sanfrecce Hiroshima, Urawa Red Diamonds, Verdy Kawasaki, Yokohama Flügels, và Yokohama Marinos (từ giải JSL hạng Nhất cũ) - Kashima Antlers (lên từ giải hạng Nhì) - Shimizu S-Pulse (mới thành lập, CLB không công ty). - Giải bóng đá Nhật Bản (JSL) trở thành hạng đấu thứ 2 Giải bóng đá Nhật Bản (cũ) - J.League tổ chức cúp liên đoàn đầu tiên với 10 đội                                                  |     |       |            |
| 1993 | - J.League chính thức khởi tranh mùa giải đầu tiên | 10  |       |            |
| 1994 | - Hai câu lạc bộ tiếp theo lên hạng từ Giải bóng đá Nhật Bản: Júbilo Iwata và Bellmare Hiratsuka | 12  |       |            |
| 1995 | - Hai câu lạc bộ tiếp theo lên hạng từ Giải bóng đá Nhật Bản: Cerezo Osaka và Kashiwa Reysol - Hệ thống tính điểm được giới thiệu lần đầu tiên: một câu lạc bộ nhận 3 điểm cho một trận thắng, 1 điểm cho một trận thua penalty, và 0 điểm cho một trận thua thông thường hoặc sau hiệp phụ. | 14  |       |            |
| 1996 | - Hai câu lạc bộ tiếp theo lên hạng từ Giải bóng đá Nhật Bản: Kyoto Purple Sanga và Avispa Fukuoka - Giải đấu áp dụng thể thức một lượt - Lượng khán giả trung bình J.League thấp kỷ lục 10,131 | 16  |       |            |
| 1997 | - Câu lạc bộ tiếp theo lên hạng từ Giải bóng đá Nhật Bản: Vissel Kobe - Giải đấu trở lại thể thức hai giai đoạn - Hệ thống tính điểm thay đổi: một câu lạc bộ nhận 3 điểm cho một trận thắng thông thường, 2 điểm khi thắng sau hiệp phụ, 1 điểm sau khi thắng bằng penalty, và 0 điểm cho một trận thua. | 17  |       |            |
| 1998 | - Câu lạc bộ tiếp theo lên hạng từ Giải bóng đá Nhật Bản: Consadole Sapporo - Yokohama Flügels thông báo rằng họ sẽ hợp nhất với đội cùng thành phố Yokohama Marinos vào mùa giải 1999 - Công bố Tầm nhìn Trăm năm J.League - Thông báo hợp nhất hai giải đấu bắt đầu từ mùa 1999 - Tổ chức Giải Lên hạng J.League để xác định đội lên / xuống hạng. Kết quả, Consadole Sapporo trở thành đội đầu tiên xuống hạng. | 18  |       |            |
| 1999 | - Yokohama Marinos hợp nhất cùng Yokohama Flügels và trở thành Yokohama F. Marinos - Sút luân lưu được loại bỏ ở cả hai hạng đấu; tuy nhiên, bàn thắng vàng trong hiệp phụ vẫn còn - The points system changes: một câu lạc bộ nhận 3 điểm cho một trận thắng thông thường, 2 điểm khi thắng sau hiệp phụ, và 1 điểm cho một trận hòa - Giải bóng đá Nhật Bản (cũ) được tổ chức lại, trở thành giải thứ 3 Giải bóng đá Nhật Bản. Ghi chú: Để phân biệt giữa giải cũ và JFL hiện tại, giải JFL is được gọi là Giải bóng đá Nihon ở Nhật Bản. | 16  |       | 2          |
| 2000 | | 16  |       | 2          |
| 2001 | | 16  |       | 2          |
| 2002 | | 16  | 2     | 2          |
| 2003 | - Hiệp phụ được loại bỏ tại giải Hạng 1 và hệ thống tính điểm 3–1–0 được sử dụng | 16  | 2     | 2          |
| 2004 | - Không có xuống hạng mùa giải này, giải đấu cao nhất sẽ mở rộng lên 18 đội từ mùa giải sau đó - Bắt đầu hai lượt đi-về Trận tranh Lên/Xuống hạng J. League | 16  | 2     | 0.5        |
| 2005 | - J.League Hạng 1 mở rộng lên 18 đội - J.League Hạng 1 thi đấu mùa giải đơn | 18  | 2     | 2.5        |
| 2006 | - Bàn thắng sân khách được sử dụng tại Yamazaki Nabisco Cup và Trận tranh Lên/Xuống hạng J. League - Thành lập ủy ban mở rộng J.League - Đưa trở lại Thành viên Liên kết J. League | 18  | 2     | 2.5        |
| 2007 | - Đội vô địch J.League tham dự FIFA Club World Cup với tư cách chủ nhà trong hai mùa giải kế tiếp Ghi chú: Nếu một câu lạc bộ Nhật Bản vô địch AFC Champions League, chủ nhà sẽ mất quyền này. - Urawa Red Diamonds trở thành câu lạc bộ đầu tiên vô địch AFC Champions League kể từ khi khai sinh giải đấu được đổi tên năm 2002. | 18  | 2     | 2.5        |
| 2008 | - Gamba Osaka vô địch AFC Champions League 2008, chức vô địch thứ hai liên tiếp của một câu lạc bộ Nhật Bản. | 18  | 2 + 1 | 2.5        |
| 2009 | - Bốn câu lạc bộ tham dự AFC Champion League. - Bổ sung suất ngoại binh thứ 4, là cầu thủ AFC - Trận tranh Lên/Xuống hạng J. League được loại bỏ và câu lạc bộ xếp thứ 16 xuống hạng luôn. | 18  | 4     | 3          |
| 2010 | | 18  | 4     | 3          |
| 2011 | - Đội vô địch J.League tham dự FIFA Club World Cup với tư cách chủ nhà một lần nữa trong hai mùa giải kế tiếp | 18  | 4     | 3          |

## Vị trí trong hệ thống bóng đá Nhật Bản
| Cấp | Giải             |
| --- | ---------------- |
| I   | J1 League 18 CLB |
| II  | J2 League 22 CLB |
| III | J3 League 12 CLB |

## Các giải thưởng J.League
- Huấn luyện viên xuất sắc nhất năm
- Cầu thủ xuất sắc nhất năm
- Cầu thủ ghi nhiều bàn thắng
- Tân binh xuất sắc nhất
- Đội hình tiêu biểu

### Đội hình kỷ niệm 20 năm J.League
| Vị trí   | Cầu thủ              |
| -------- | -------------------- |
| Thủ môn  | Yoshikatsu Kawaguchi |
| Trung vệ | Naoki Matsuda        |
| Trung vệ | Yuji Nakazawa        |
| Trung vệ | Masami Ihara         |
| Tiền vệ  | Yasuhito Endō        |
| Tiền vệ  | Hidetoshi Nakata     |
| Tiền vệ  | Shunsuke Nakamura    |
| Tiền vệ  | Hiroshi Nanami       |
| Tiền đạo | Kazuyoshi Miura      |
| Tiền đạo | Masashi Nakayama     |
| Tiền đạo | Dragan Stojković     |